# 喬莫寧
48°24′5″N 22°27′32″E / 48.40139°N 22.45889°E
喬莫寧（烏克蘭語：Чомонин）是位於烏克蘭西部外喀爾巴阡州的穆卡切沃區的村莊，始建於1406年，面積4.28平方公里，海拔高度106米，2001年人口2,265，人口密度每平方公里529.82人。